# Martian Successor Nadesico: The Prince of Darkness
Martian Successor Nadesico: The Prince of Darkness (機動戦艦ナデシコ The Prince of Darkness?), también conocida como Martian Successor Nadesico: The Motion Picture - Prince of Darkness, es una película de anime dirigida por Tatsuo Satou, lanzada en cines japoneses el 8 de agosto de 1998.
La historia transcurre luego del juego para Sega Saturn Nadesico: The Blank of Three Years, historia que tiene lugar inmediatamente después de la serie de televisión Martian Successor Nadesico.

## Argumento
Han pasado tres años desde que la nave espacial Nadesico escapó de la batalla final en Marte frente a la Federación Joviana, llevándose consigo la caja negra de salto orgánico (cuya desaparición traería finalmente la paz entre terrícolas y jovianos) y abandonando a Akito Tenkawa y a Yurika Mitsumaru para que ambos comenzaran una nueva vida juntos.
Ahora Ruri Hoshino es la capitana de la nave Nadesico-B y mientras ella y su tripulación investigan una colonia de la que se tienen sospechas de rebelión a la Unión Tierra-Júpiter, un ataque informático al lugar dará inicio a la investigación de un misterio que atormenta a todos los antiguos tripulantes del Nadesico: ¿Quienes fueron los responsables del ataque aéreo que, dos años antes, aparentemente acabó con las vidas de Akito Tenkawa, Yurika Mitsumaru e Inés Freezange?, ¿cuál fue el propósito de ese ataque?, ¿qué pasó con sus cadáveres?, ¿o acaso ellos siguen con vida? y, si lo anterior es cierto, ¿qué ha pasado con ellos en los dos años en los que se les creía muertos?.

## Personajes

### Tripulación del Nadesico-B
- Teniente Comandante Ruri Hoshino (星野ルリ, ほしの るり, Hoshino Ruri）(Seiyuu: Omi Minami): Es la capitana del Nadesico-B. Tiene 16 años y es idolatrada por gran parte de los militares como el Hada Cibernética. Ha madurado mucho desde la serie y parece que ha dejado de referirse a los demás como "idiotas". Se complace al saber que Akito sigue vivo, pero le duele ver lo mucho que ha cambiado.

- Teniente Saburouta Takasugi (高杉三郎太, たかすぎ さぶろうた, Takasugi Saburōta） (Seiyuu: Shinichiro Miki): Exoficial ejecutivo de la nave joviana Kanazuki. Ahora es parte de las Fuerzas Unidas de la Tierra, y sirve como Oficial Táctico de Ruri. Se ha teñido el cabello a rubio y se ha convertido en un playboy (para molestia de Hari). Sus habilidades y tácticas de combate en el control de robots gigantes no han disminuido.

- Alférez Hari Makibi (マキビ・ハリ, Makibi Hari) (Seiyuu: Noriko Hidaki): Oficial de Puente a bordo del Nadesico-B (y el único nuevo de los personajes principales), Hari es un genio producto de la ingeniería genética con capacidades similares a las de Ruri, pero a diferencia de ella, es muy emocional. Tal vez debido a esto, Hari idolatra a Ruri (y muy posiblemente se siente atraído por ella); está celoso de su relación con la tripulación de la primera Nadesico.

### Fuerzas Unidas de la Tierra
- Comandante Jun Aoi (葵ジュン, あおい じゅん, Aoi Jun）(Seiyuu: Kentarou Itou): Ahora capitán de su propia Nave (la nave de combate Amaryllis de la tercera flota de la Flota Espacial de la Tierra Unida), Jun ha madurado pero todavía está completamente abrumado por las personas alrededor de él. En particular, es acosado por Yukina en dejar que ella se una a la misión de la Nadesico-B.

- Ryouko Subaru (昴リョーコ, すばる りょうこ, Subaru Ryōko）(Seiyuu: Chisa Yokoyama): Piloto as de Aestivalis, Ryoko ahora lleva su pelo oscuro en vez de verde. Ella es una de las primeras en enterarse del destino de Yurika y se enfureció de no estar en condiciones de rescatarla de inmediato. Todavía encariñada con Akito, sus compañeras Izumi y Hikaru se burlan de ella sobre sus interacciones con Saburota.

- Comandante Gempachirou Akiyama (秋山源八郎, あきやま げんぱちろう, Akiyama Gempachirō） (Seiyuu: Yasunori Matsumoto): Él encabezó el grupo de jóvenes oficiales liberales que tomaron el control de la federación joviana mediante golpe de Estado. En su gobierno se llegó rápidamente a un alto al fuego con la Tierra Unida.

- Comandante Kouichirou Misumaru (御統コウイチロウ, みすまる こういちろう, Misumaru Kōichirō) (Seiyuu: Akio Ohtsuka): Padre de Yurika.

- Comandante Yoshisada Munetake (ムネタケ・ヨシサダ, Munetaki Yoshisada) (Seiyuu: Mitsuaki Madono): Padre del fallecido Sadaaki Munetake.

- Comandante Araragi (アララギ, Araragi) (Seiyuu: Fumihiko Tachiki): Escolta la nave en la que viaja la tripulación de la Nadesico hacia la Luna. Sus hombres se refieren a Ruri como el Hada Cibernética.

### Antiguos Miembros de la Tripulación del Nadesico
- Sr. Prospector (プロスペクター, Purosupekutā) (Seiyuu: Kenichi Omo)

- Hikaru Amano (天野ヒカル, あまの ひかる, Amano Hikaru）(Seiyuu: Shiho Kikuchi): Piloto Aestivalis y fanática de Gekigangar III, Hikaru se ha convertido en una artista de manga. Antes de acceder a incorporarse al Nadesico-C, ella convence a Ruri y compañía para ayudarle a terminar un número antes de su fecha límite. Al igual que sus compañeros, sus habilidades de piloto apenas se han oxidado, ella las pule en videojuegos de combate contra Ryoko.

- Srta. Hou Mei (ホウメイ, Hou Mei) (Seiyuu: Miyuki Ichijou)

- Haruka Minato (遥ミナト,はるか みなと, Haruka Minato）(Seiyuu: Maya Okamoto)

- Megumi Reinard (メグミ・レイナード, Megumi Reinādo) (Seiyuu: Naoko Takano)

- Izumi Maki (真木イズミ, まき いずみ, Maki Izumi）(Seiyuu: Niki Nagasawa): Inexpresiva (algunos dirían extraña) como siempre, Izumi es la anfitriona de un bar cuando llega el Sr. Prospector a reclutarla. Sus habilidades no parecen haber disminuido, ya que ella, Ryoko, Hikaru y Saburota eliminan rápidamente y sin contemplaciones a los asesinos de Hokushin.

- Seiya Uribatake (瓜畑星矢, うりばたけ せいや, Uribatake Seiya）(Seiyuu: Nobou Tobita)

- Gōto Hōrī (ゴート・ホーリー, Gōto Hōrī) (Seiyuu: Juurouta Kosugi)

- Sayuri Terasaki (テラサキ・サユリ, Terasaki Sayuri) (Seiyuu: Akiko Yajima)

- Harumi Tanaka (タナカ・ハルミ, Tanaka Harumi) (Seiyuu: Akira Nakagawa)

- Junko Mizuhara (ミズハラ・ジュンコ, Mizuhara Junko) (Seiyuu: Yumi Matsuzawa)

- Mikako Satou (サトウ・ミカコ, Satou Mikako) (Seiyuu: Emi Motoi)

- Eri Uemura (ウエムラ・エリ, Uemura Eri) (Seiyuu: Tomoko Kawakami)

### Personajes de Nergal
- Gen'ichirou Tsukiomi (月臣元一朗, つきおみ げんいちろう, Tsukiomi Gen'ichirō） (Seiyuu: Toshiyuki Morikawa)

- Nagare Akatsuki (アカツキ・ナガレ, Akatsuki Nagare) (Seiyuu: Ryōtarō Okiayu)

- Erina Kinjou Won (エリナ・キンジョウ・ウォン, Erina Kinjō Won) (Seiyuu: Yuko Nagashima)

### Los Sucesores de Marte
- Vice-Almirante Haruki Kusakabe (草壁春樹, くさかべ はるき, Kusakabe Haruki） (Seiyuu: Kunihiko Yasui)

- Yoshio Yamasaki (ヤマサキ・ヨシオ, Yamasaki Yoshio) (Seiyuu: Norio Wakamoto)

- Hokushin (北辰, Hokushin) (Seiyuu: Kōichi Yamadera)

### Personajes con destinos desconocidos
- Akito Tenkawa (天河明人,テンカワ・アキト|Tenkawa Akito) (Seiyuu: Yuji Ueda): Akito fue víctima de experimentos por los Sucesores de Marte, debido a esto el estado luminoso que pasa cuando se realiza un salto se queda de manera anormal todo el tiempo en él. Su misión en la película es ahora tratar de recuperar a Yurika, a la cual los marcianos usan como elemento vital para poder realizar saltos en elementos orgánicos.

- Inez Fressange (イネス・フレサンジュ|Inesu Furesanju) (Seiyuu: Naoko Matsui): Fue resguardada después del accidente del transbordador por Nergal pensado que la querían obtener los Sucesores de Marte.

- Yurika Misumaru (御統ユリカ,ミスマル・ユリカ|Misumaru Yurika) (Seiyuu: Hōko Kuwashima): Fue atrapada y utilizada como si fuera una ruina de Júpiter.

- Lapis Lazuli (ラピス・ラズリ|Rapisu Lazuri) (Seiyuu: Yukie Nakama): Niña con habilidad tecnológica como Ruri, son los sentidos de Akito, se denota una personalidad tímida y melancólica

### Otros personajes
- Yukina Shiratori (白鳥ユキナ, しらとり ゆきな, Shiratori Yukina） (Seiyuu: Ikue Ohtani)

- Azuma (アズマ, Azuma) (Seiyuu: Shouzou Iizuka)

## Emisión internacional
La película tuvo su estreno en cines de Japón el 8 de agosto de 1998. En occidente se estrenó por el canal de pago Locomotion el 21 de mayo de 2000 en sus señales para América Latina, España y Portugal. En Estados Unidos fue editada por ADV Films y se transmitió en Anime Network.
La distribución de la película para la región latinoamericana luego quedó en manos de Xystus, así posteriormente se emitió también en el canal I.Sat desde el 12 de octubre de 2003 y por Golden.

## Música
La banda sonora de la película fue compuesta por Takayuki Hattori, fue compilada en un CD con 39 pistas y lanzado el 1 de julio de 2003. La canción de cierre es Dearest interpretada por Yumi Matsuzawa.
1. Dragon Attack [M-1]
2. Title Backing Theme - Black Selena I [M-2B-C]
3. Nadeisco Theme I [M-4]
4. Boson Jump [M-5]
5. Surprise Inspection [M-6A]
6. Chaos * Confusion [M-6B]
7. Premonition - Dragon Attack II [M-7-8]
8. Premonition - Dragon Attack II [M-9]
9. Yocho [M-10A]
10. Black Selena II [M-10B]
11. Corpse of the Nadeisco [M-11]
12. Martian Successor (With Melody) [M-12A]
13. Sleeping Beauty of the Cyber Forest [M-13]
14. The Hokushin Seven I [M-14]
15. Nadeisco Crew I [M-15]
16. Hanamiko I [M-16]
17. The Pages of Memory Turn [M-18]
18. Nadeisco Crew II [M-19]
19. Nadeisco Crew III [M-20]
20. Rose Bud
21. Yurika's Dream [M-27]
22. Boson Jump III [M-24]
23. Moon Warrior's Appear [M-25]
24. Dragon Attack II [M-26]
25. Yurika's Dream [M-23]
26. Nadeisco Theme II [M-28]
27. Nadeisco Supreme [M-30]
28. Nadeisco Aestivalis II [M-31]
29. Black Selena III [M-32]
30. Super Aestivalis [M-33]
31. Dearest
32. Hisago Plan [M-21]
33. Fight [M-21]
34. Select [M-21]
35. Start [M-21]
36. Martian Successor (Without Melody) [M-12B]
37. Music Hall On Mars [M-22]
38. The How And Why of Nadeisco [M-29A]
39. Music Show [M-29B]

- Datos: Q706746